# Audrey Hollander
Audrey Hollander (Louisville, Kentucky, 4 de novembre de 1979 és una actriu pornogràfica estatunidenca.

## Biografia
L'Audrey va créixer a Louisville, Kentucky. Ha aparegut en més de 250 pel·lícules pornogràfiques entre 2002 i avui i va ser codirectora de la producció Destroy the World. Va guanyar el Premi AVN a la millor actriu de l'any el 2006. Està casada amb l'actor porno Otto Bauer que sovint apareix al seu costat a les seves pel·lícules.
És reconeguda per les seves facultats de sexe anal: ha fet moltes escenes de doble penetració anal, fins i tot de triple. L'any 2005, va fundar amb Otto "Supercore" la producció per oferir un punt de vista diferent sobre la pornografia gonzo: escenes cada cop més dures potenciades per un autèntic sentit artístic (música original i grans pressupostos) i l'objectes quotidians (bat de beisbol, cogombre, canya de pescar, etc.) per desenvolupar un punt de vista original. Va fer la seva primera pel·lícula per a Mach2' el 2006.

## Premis
| Premi       | Any  | Resultat   | Categoria                          | Treball                                                                                                |
| ----------- | ---- | ---------- | ---------------------------------- | --- |
| Premis XRCO | 2005 | Guanyadora | The Violation of Audrey Hollander. | The Violation of Audrey Hollander.                                                                     |
| Premis AVN  | 2005 | Guanyadora | Millor Escena de Sexe Lèsbic.      | The Violation of Audrey Hollander, con Gia Paloma, Ashley Blue, Tyla Wynn, Brodi y Kelly Kline.        |
| Premis AVN  | 2006 | Guanyadora | Artista femenina de l'any.         | Artista femenina de l'any.                                                                             |
| Premis AVN  | 2006 | Guanyadora | Millor Escena de sexe en grup.     | Squealer, amb Smokie Flame, Jassie, Kimberly Kane, Otto Bauer, Scott Lyons, Kris Slater i Scott Nails. |
| Premis AVN  | 2006 | Guanyadora | Millor Escena de Sexe Anal.        | Sentenced, amb Otto Bauer.                                                                             |
| Premis AVN  | 2008 | Guanyadora | L'Escena més atroç.                | Ass Blastin Felchin Anal Whores, amb Cindy Crawford i Rick Masters.                                    |